# Al-Qandjareh
Al-Qandjareh (arabe : القنجرة) est un gros village du nord-ouest de la Syrie, dépendant administrativement du district et du gouvernorat de Lattaquié. Il se trouve au nord de Lattaquié, proche d'al-Chamiyeh et de Kirsana au nord, Bourj al-Qasab à l'ouest, Sitmarkho à l'est, Baksa et Sqoubin au sud. Selon le recensement de 2004, le village comptait alors une population de 4 142 habitants, majoritairement alaouites.